# Antas (Esposende)
Antas ist eine Gemeinde im Norden Portugals.

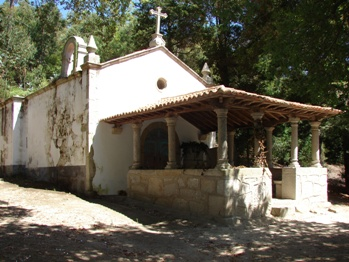
Kapelle Nossa Senhora do Rosário

Antas gehört zum Kreis Esposende im Distrikt Braga, besitzt eine Fläche von 9,1 km² und hat 2178 Einwohner (Stand 19. April 2021).

## Bauwerke (Auswahl)
- Menhir von São Paio de Antas
- Capela de Nossa Senhora dos Remédios (Antas)
- Capela de Nossa Senhora do Rosário (Antas)
- Casa de Belinho